# بقيات شبه مائية
بقيات شبه مائية أو بقيات الشاطئ (الاسم العلمي Gerromorpha)، تحت رتبة (دون رتبة) من الحشرات من نصفيات الأجنحة ورتيبة متباينات الأجنحة.